# Henry M. Mullinnix

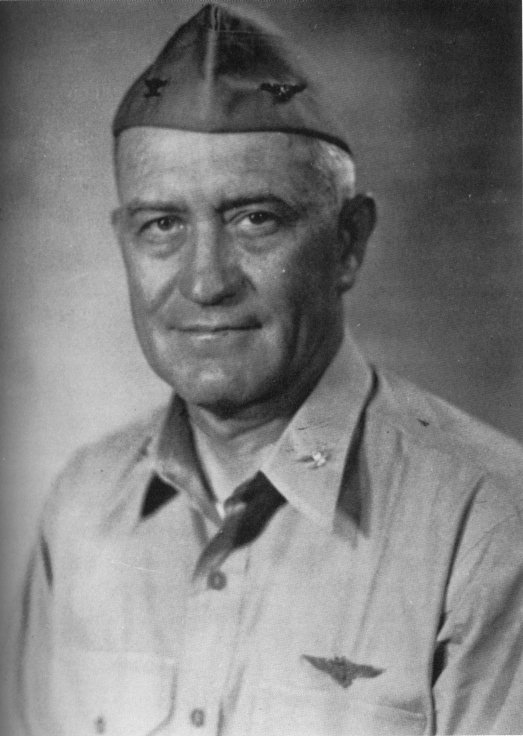
Henry Maston Mullinnix

Henry Maston Mullinnix (* 4. Juli 1892 in Spencer, Indiana; † 24. November 1943 vor Butaritari, Gilbertinseln) war ein Marineflieger und Konteradmiral der United States Navy während des Zweiten Weltkriegs.

## Leben
Nach Abschluss der Schule in Attica besuchte Mullinnix kurzzeitig die Purdue University in Lafayette, bevor er 1912 an der United States Naval Academy aufgenommen wurde. 1916 schloss er die Naval Academy ab und wurde als Midshipman auf den Zerstörer Balch versetzt, der während des Ersten Weltkriegs vor Irland eingesetzt war. Nachdem er von 1918 bis 1921 die Ausrüstung und Indienststellung der Zerstörer Gridley und Brooks als technischer Offizier überwacht hatte, begann er mit dem Studium der Luftfahrttechnik an der Postgraduate School, Annapolis und dem Massachusetts Institute of Technology, das er im Juni 1923 mit dem Master of Science abschloss. Nach einer Pilotenausbildung in der Naval Air Station Pensacola erhielt Mullinnix am 11. Januar 1924 sein Pilotenabzeichen.
Er arbeitete von Juni 1924 bis September 1927 in der Motorenabteilung des Bureau of Aeronautics des Navy Department in Washington, D.C., wo er maßgeblich an der Entwicklung luftgekühlter Motoren für Marineflugzeuge beteiligt war. Im Anschluss ließ er sich auf die Saratoga versetzen, wo er von ihrer Indienststellung am 16. November 1927 bis zum 27. Juni 1929 zuerst als verantwortlicher Offizier der Reparaturabteilung und später als stellvertretender Air Officer arbeitete. Bis zum Juni 1930 war er kommandierender Offizier des Bombing Squadron Two, anschließend diente Mullinnix bis zum Juni 1932 im Stab der Naval Air Station Pensacola. Nach einem Jahr Dienst im Stab des Commander, Aircraft, Scouting Force war er ab Juni 1933 Navigator auf der Wright. Von Juni 1934 bis Mai 1937 war er als Executive Officer auf der Fleet Air Base Pearl Harbor stationiert, im Anschluss kehrte Mullinnix als XO bis Juni 1938 auf die Wright zurück.
Im folgenden Jahr war Mullinnix Aviation Officer im Stab des Commander, Battle Force, anschließend Executive Officer der Naval Air Station San Diego. Am 1. November 1940 meldete er sich bei der New York Shipbuilding Corporation in Camden, um die Indienststellung des Seeflugzeugtenders USS Albemarle zu überwachen, die er bis zum 4. März 1941 kommandierte. Sein nächstes Kommando war der Patrol Wing, Support Force, später umbenannt in Patrol Wing Seven. Am 1. Juli 1941 wurde er zum Captain befördert. Das Kommando über die Staffel gab er am 21. März 1942 ab, anschließend diente Mullinnix als Air Officer. Am 7. April 1943 erhielt er das Kommando über die USS Saratoga, die er bis zum 22. August 1943 befehligte. Zum Konteradmiral befördert, erhielt er anschließend das Kommando über den Flugzeugträgerverband Task Group 52.3.
Während der Schlacht um die Gilbert-Inseln befand sich Admiral Mullinnix an Bord seines Flaggschiffs, des Geleitflugzeugträgers Liscome Bay, als dieser am 24. November 1943 vor Butaritari vom japanischen U-Boot I-175 torpediert wurde. Der Geleitflugzeugträger explodierte und sank mit 644 Besatzungsmitgliedern, darunter Admiral Mullinnix, der Kommandant des Schiffes, Captain Wiltsie sowie Doris Miller, der erste Afroamerikaner, dem das Navy Cross verliehen wurde. Admiral Mullinnix wurde ein Jahr später für tot erklärt und erhielt postum den Orden „Legion of Merit“.
Die US-Marine benannte den Zerstörer Mullinnix nach ihm. Ebenso erhielt der im Dezember 1943 auf Bonriki errichtete US-Militärflugplatz den Beinamen Mullinnix Field.